# Langohrfledermäuse
Die Langohrfledermäuse (Plecotus) stellen eine Gattung innerhalb der Unterordnung der Fledermäuse dar und sind der Familie der Glattnasen (Vespertilionidae) zugeordnet. Die genaue Artenanzahl ist noch unklar, bei einigen Spezies ist umstritten, ob es sich um eigenständige oder lediglich Unterarten handelt. Mehrere Arten wurden erst in jüngster Zeit beschrieben. Die Gattung ist in Eurasien und Nordafrika verbreitet, mindestens fünf Arten der Gattung kommen auch in Europa vor.

## Beschreibung
Die Tiere zeichnen sich vor allem durch die namensgebenden langen Ohren aus, die über 30 Millimeter messen und damit häufig genau so lang sind wie der gesamte restliche Körper. Die beiden Ohren sind vorn an der Basis über eine Hautfalte verbunden. Die Nasenlöcher der Tiere öffnen sich nach oben und der Schnauzenbereich ist durch ausgeprägte Drüsen gekennzeichnet. Das Fell der Langohrfledermäuse ist braun oder graubraun gefärbt, wobei die Unterseite etwas heller ist. Die Tiere erreichen eine Kopfrumpflänge von 40 bis 53 Millimetern, eine Schwanzlänge von 34 bis 50 Millimetern und ein Gewicht von 5 bis 14 Gramm.

## Lebensweise

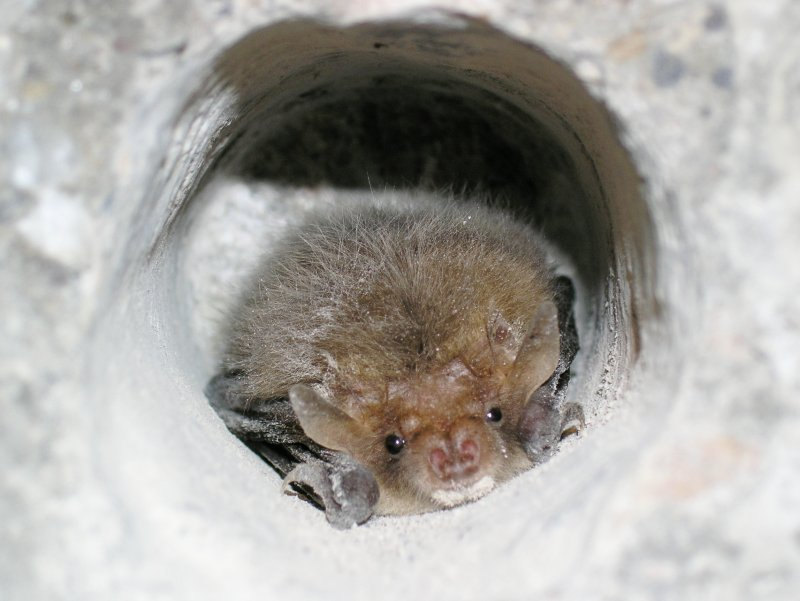
Langohrfledermaus im Winterquartier

Langohrfledermäuse bewohnen eine Reihe von Habitaten, darunter Wälder und offenes Gelände, oft findet man sie auch in der Nähe des Menschen. Wie die meisten Fledermäuse sind sie nachtaktiv, tagsüber schlafen sie in Höhlen, Baumhöhlen oder in Gebäuden. Dabei bilden sie Gruppen von fünf bis zwanzig Tieren. In der Nacht begeben sie sich auf Nahrungssuche; ihre Nahrung besteht fast ausschließlich aus Insekten. Alle Langohrfledermäuse sind in der Lage, auch bei geschlossenem Maul Ortungsrufe durch die Nase auszustoßen. Die Tiere in kühleren Regionen halten Winterschlaf, wozu sie sich oft in eigene Winterquartiere zurückziehen.

## Fortpflanzung
Bei den europäischen Arten erfolgt die Paarung oft im Herbst, der Samen wird anschließend im Fortpflanzungstrakt des Weibchens aufbewahrt. Erst im Frühling kommt es zur Befruchtung und zur Geburt. Meistens kommt ein einzelnes Jungtier zur Welt, dieses wird nach sechs bis sieben Wochen entwöhnt und erreicht mit ein bis drei Jahren die Geschlechtsreife. Langohrfledermäuse sind langlebige Tiere, für ein weibliches Braunes Langohr ist ein Alter von 30 Jahren belegt.

## Systematik

### Externe Systematik
Die engsten Verwandten der Langohrfledermäuse sind die Amerikanischen Langohrfledermäuse (Corynorhinus), die Allen-Langohrfledermaus (Idionycteris phyllotis), die Gefleckte Fledermaus (Euderma maculatum) und die Mopsfledermäuse (Barbastella), zusammen bilden sie die Gattungsgruppe der Plecotini.

### Interne Systematik

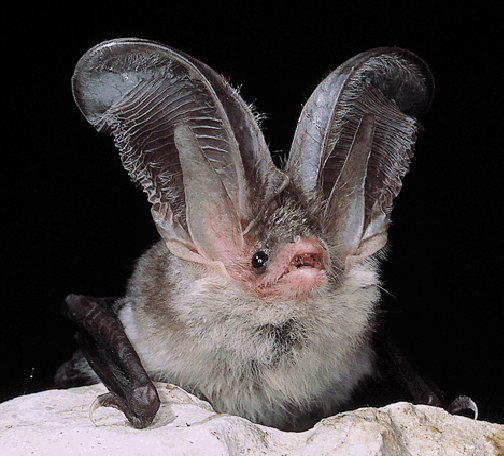
Sardisches Langohr (Plecotus sardus)

Die genaue Artenanzahl ist umstritten, bei einigen Spezies ist umstritten, ob es sich um eigenständige oder lediglich Unterarten handelt. Mehrere Arten wurden erst in jüngster Zeit beschrieben. Nach dem Integrated Taxonomic Information System (ITIS) werden sieben valide Arten beschrieben, wobei allerdings die Arten der heute als Amerikanische Langohrfledermäuse (Corynorhinus) bezeichneten Gattung noch enthalten sind. Eine Revision der Gattung Plecotus benennt mindestens 19 Arten:
- Das Sichuan-Langohr (Plecotus ariel) kommt im Westen der chinesischen Provinz Sichuan vor.
- Das Braune Langohr (Plecotus auritus) ist in ganz Eurasien verbreitet.
- Das Graue Langohr (Plecotus austriacus) lebt in Eurasien.
- Das Äthiopische Langohr (Plecotus balensis) wurde erst 2000 als eigene Art anerkannt. Sie ist im Äthiopischen Hochland beheimatet.
- Plecotus begognae
- Das Nordostafrikanische Langohr (Plecotus christii) ist im nordöstlichen Afrika und auf dem Sinai beheimatet.
- Das Nordwestafrikanische Langohr (Plecotus gaisleri) ist im nordwestlichen Afrika beheimatet.
- Plecotus homochrous
- Das Balkan-Langohr (Plecotus kolombatovici) lebt in Südosteuropa und Anatolien.
- Plecotus kozlovi
- Das Alpen-Langohr (Plecotus macrobullaris) bewohnt Gebirge in Süd- und Südosteuropa und Vorderasien
- Plecotus ognevi
- Das Japanische Langohr (Plecotus sacrimontis) kommt in Japan und auf den Kurilen vor.
- Das Sardische Langohr (Plecotus sardus) ist auf Sardinien endemisch.
- Plecotus strelkovi
- Das Taiwan-Langohr (Plecotus taivanus) lebt nur auf der Insel Taiwan.
- Die Kanaren-Langohr (Plecotus teneriffae) ist auf den Kanaren endemisch.
- Plecotus turkmenicus
- Das Ward-Langohr (Plecotus wardi) kommt in Indien, Afghanistan, Pakistan und Nepal vor.

In manchen Systematiken werden die Kanaren-Langohrfledermaus, das Balkan-Langohr und das Nordwestafrikanische Langohr zu einer gemeinsamen Art Plecotus teneriffae zusammengefasst.